# Heitenried
Heitenried es una comuna suiza del cantón de Friburgo, situada en el distrito de Sense. Limita al norte con las comunas de Ueberstorf, al norte y este con Schwarzenburg (BE), al sur y oeste con Sankt Antoni.
Forman parte del territorio comunal las localidades de Niedermuhren, Selgiswil y Wilervorholz.

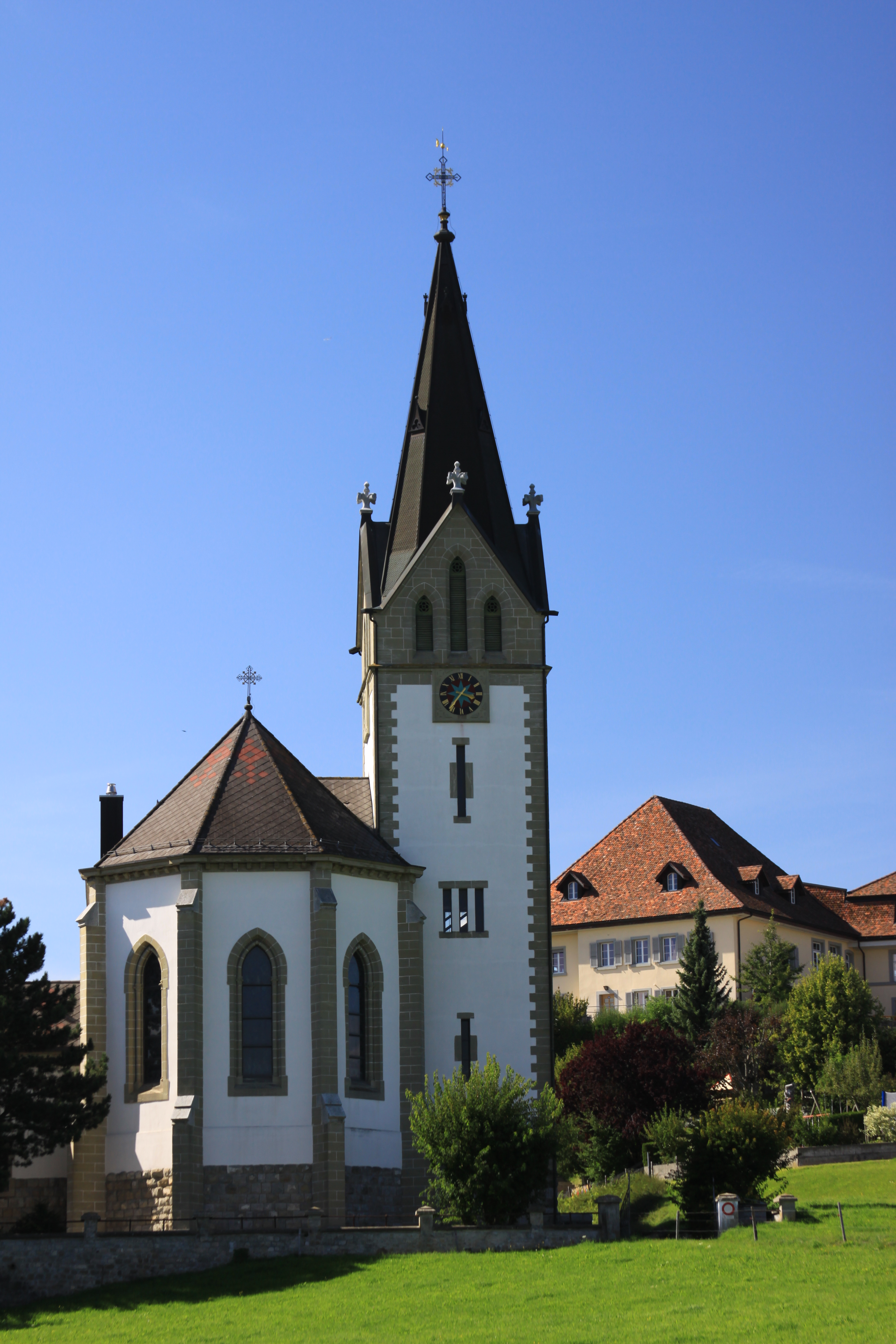
Iglesia de San Miguel en Heitenried.